# Mambo!
Mambo! es el cuarto álbum de estudio como solista de la cantante nacida peruana Yma Súmac. Fue lanzado en febrero de 1955 por Capitol Records. Es considerado el trabajo discográfico más popular de su carrera. Con este proyecto, Súmac y la disquera decidieron incluirse en el auge de la música cubana a mediados de los años cincuenta,  difereciándose parcialmente de los sonidos andinos de sus antecesores discos. El álbum posee arreglos musicales de Moisés Vivanco y composiciones y dirección de orquesta de Billy May con la Rico Mambo Orchestra. May aportó el estilo del mambo estadounidense orquestal, mientras que Vivanco adicionó música andina.
El disco se destaca por ser «divertido, adictivo, optimista y festivo», cuyo propósito fue el de satisfacer las expectativas de la industria musical norteamericana. Las impresionantes vocales de la cantante se mezclan con la big band, interpretando composiciones musicales inspiradas en la cultura y los ritmos latinoamericanos. Por este álbum es que diversos medios nombraron a la artista como «Reina del Mambo». «Gopher», «Goomba Boomba», «Malambo N°1» o «Bo Mambo» se han incluido en la banda sonora de películas como Confesiones de una mente peligrosa, Ordinary Decent Criminal, Death to Smoochy, Soft Fruit o Aprile, o en series de televisión como Mad Men, RuPaul's Drag Race o la rusa Kitchen.  

## Lista de canciones
| Edición estándar (1955) |                         |                           |          |  |
| N.º                     | Título                  | Escritor(es)              | Duración |  |
| 1.                      | «Bo Mambo»              | Billy May, Moisés Vivanco | 3:17     |  |
| 2.                      | «Taki Rari»             | Tradicional, Vivanco      | 1:47     |  |
| 3.                      | «Gopher»                | May, Conrad Gozzo         | 2:14     |  |
| 4.                      | «Chicken Talk»          | Vivanco                   | 3:03     |  |
| 5.                      | «Goomba Boomba»         | May                       | 4:12     |  |
| 6.                      | «Malambo No. 1»         | Vivanco                   | 2:53     |  |
| 7.                      | «Five Bottles Mambo»    | May, Vivanco              | 2:49     |  |
| 8.                      | «Indian Carnival»       | Tradicional, Vivanco      | 2:04     |  |
| 9.                      | «Cha Cha Gitano»        | Vivanco                   | 3:51     |  |
| 10.                     | «Jungla»                | May                       | 2:23     |  |
| 11.                     | «Carnavalito Boliviano» | Vivanco                   | 2:05     |  |

## Posiciones en listas
| Lista (1955)                                 | Mejor posición |
| -------------------------------------------- | -------------- |
| Estados Unidos (Best Selling Popular Albums) | 18             |